# دنی سبایوس
دنی سبایوس (به اسپانیایی: Dani Ceballos‎؛ زادهٔ ۷ اوت ۱۹۹۶) یک بازیکن فوتبال اهل اسپانیا است که در پست هافبک برای باشگاه فوتبال رئال مادرید بازی می‌کند.
وی سابقه قهرمانی در سگوندا دیویژن بی به‌همراه رئال بتیس و مسابقات جام ملت‌های اروپا زیر ۲۱ را به همراه تیم ملی زیر ۲۱ سال اسپانیا را در کارنامه دارد. سبایوس در قهرمانی زیر ۲۱ سال اروپا خوش درخشید و به عنوان بهترین بازیکن این تورنمنت انتخاب شد.
در سال ۲۰۱۷ رئال با ۱۶ میلیون یورو دنی سبایوس را به خدمت گرفت. او از بازیکنانی است که قابلیت بازی در تمام پست‌های هافبک مانند هافبک هجومی، دفاعی، چپ و راست را دارد. او پس از انتقال قرضی به آرسنال، در ۲۴ مه ۲۰۲۱ به رئال مادرید برگشت.

## دوران فوتبال

### رئال بتیس
سبایوس در اوتررا متولد شد و در سال ۲۰۰۴ به آکادمی سویا آمد؛ در آن زمان، سبایوس تنها ۸ سال داشت. وی در سال ۲۰۱۱ به رئال بتیس پیوست و دوران خوبی را در بتیس گذراند.

### رئال مادرید
سبایوس در چهاردهم ژوئیه ۲۰۱۷، با قراردادی شش ساله به رئال مادرید پیوست و در زمان حضور زیدان نیمک نشین بود ولی پس از رفتن زیدان و در زمان لوپتگی و سولاری به عنوان هافبک جایگزین برای کروس و مودریچ تبدیل شد و جایگاه خود را در ترکیب رئال پیدا کرد ولی پس از برگشتن زیدان دوباره نیمک نشین شد و به همین دلیل از رئال به صورت قرضی جدا شد و به آرسنال رفت.

### تیم ملی زیر ۲۱ سال اسپانیا
سبایوس در تیم ملی زیر ۲۱ سال اسپانیا موفقیت‌های زیادی داشت و توانست به عنوان کاپیتان تیم را قهرمان جام ملت‌های اروپا زیر ۲۱ سال بکند و او نقش زیادی در قهرمانی تیمش داشت

### تیم ملی بزرگسالان اسپانیا
سبایوس با درخشش در تیم باشگاهی خود نظر مربی تیم ملی لوییز انریکه را به خود جلب کرد و به تیم ملی دعوت شد او برای اسپانیا ۶ بازی ملی انجام داد و موفق شد یک گل ملی هم مقابل کرواسی بزند او در تیم ملی اسپانیا شماره ۸ را بر تن می‌کرد

## آمار باشگاهی
تا تاریخ ۲۹ نوامبر ۲۰۲۳
| عملکرد            | عملکرد            | عملکرد             | لیگ    | لیگ    | جام      | جام      | قاره‌ای | قاره‌ای | دیگر | دیگر | مجموع | مجموع |
| فصل               | باشگاه            | لیگ                | بازی   | گل     | بازی     | گل       | بازی   | گل     | بازی | گل   | بازی  | گل    |
|                   |                   |                    | لالیگا | لالیگا | جام حذفی | جام حذفی | اروپا  | اروپا  | دیگر | دیگر | مجموع | مجموع |
| ----------------- | ----------------- | ------------------ | ------ | ------ | -------- | -------- | ------ | ------ | ---- | ---- | ----- | ----- |
| ۲۰۱۳–۲۰۱۴         | رئال بتیس         | لالیگا             | ۱      | ۰      | ۰        | ۰        | ۰      | ۰      | ۰    | ۰    | ۱     | ۰     |
| ۲۰۱۴–۲۰۱۵         | رئال بتیس بی      | سگوندا دیویسیون بی | ۴      | ۰      | ۰        | ۰        | ۰      | ۰      | ۰    | ۰    | ۴     | ۰     |
| ۲۰۱۴–۲۰۱۵         | رئال بتیس         | سگوندا دیویسیون    | ۳۳     | ۵      | ۲        | ۰        | ۰      | ۰      | ۰    | ۰    | ۳۵    | ۵     |
| ۲۰۱۵–۲۰۱۶         | رئال بتیس         | لالیگا             | ۳۴     | ۰      | ۴        | ۰        | ۰      | ۰      | ۰    | ۰    | ۳۸    | ۰     |
| ۲۰۱۶–۲۰۱۷         | رئال بتیس         | لالیگا             | ۳۰     | ۲      | ۱        | ۰        | ۰      | ۰      | ۰    | ۰    | ۳۱    | ۲     |
| مجموع رئال بتیس   | مجموع رئال بتیس   | مجموع رئال بتیس    | ۹۵     | ۷      | ۷        | ۰        | ۰      | ۰      | ۰    | ۰    | ۱۰۲   | ۷     |
| ۲۰۱۷–۲۰۱۸         | رئال مادرید       | لالیگا             | ۱۲     | ۲      | ۵        | ۰        | ۴      | ۰      | ۱    | ۰    | ۲۲    | ۲     |
| ۲۰۱۸–۲۰۱۹         | رئال مادرید       | لالیگا             | ۲۳     | ۳      | ۶        | ۰        | ۳      | ۰      | ۲    | ۰    | ۳۴    | ۳     |
| ۲۰۲۱–۲۰۲۲         | رئال مادرید       | لالیگا             | ۱۱     | ۰      | ۲        | ۰        | ۵      | ۰      | ۰    | ۰    | ۱۸    | ۰     |
| ۲۰۲۲–۲۰۲۳         | رئال مادرید       | لالیگا             | ۳۰     | ۰      | ۴        | ۱        | ۷      | ۰      | ۵    | ۰    | ۴۶    | ۱     |
| ۲۰۲۳–۲۰۲۴         | رئال مادرید       | لالیگا             | ۴      | ۰      | ۰        | ۰        | ۲      | ۰      | ۰    | ۰    | ۶     | ۰     |
| مجموع رئال مادرید | مجموع رئال مادرید | مجموع رئال مادرید  | ۸۰     | ۵      | ۱۷       | ۱        | ۲۱     | ۰      | ۸    | ۰    | ۱۲۶   | ۶     |
| ۲۰۱۹–۲۰۲۰         | آرسنال            | لیگ جزیره          | ۲۳     | ۰      | ۵        | ۱        | ۶      | ۱      | ۳    | ۰    | ۳۷    | ۲     |
| ۲۰۲۰–۲۰۲۱         | آرسنال            | لیگ جزیره          | ۲۵     | ۰      | ۳        | ۰        | ۱۲     | ۰      | ۲    | ۰    | ۴۲    | ۰     |
| مجموع آرسنال      | مجموع آرسنال      | مجموع آرسنال       | ۴۸     | ۰      | ۸        | ۱        | ۱۸     | ۱      | ۵    | ۰    | ۷۹    | ۲     |
| مجموع آمار        | مجموع آمار        | مجموع آمار         | ۲۲۳    | ۱۲     | ۳۲       | ۲        | ۳۹     | ۱      | ۱۳   | ۰    | ۳۰۷   | ۱۵    |

## آمار ملی

### بازی‌های ملی
تا تاریخ ۲۸ مارس ۲۰۲۳
| اسپانیا | اسپانیا | اسپانیا | اسپانیا |
| سال     | بازی    | گل      | پاس گل  |
| ------- | ------- | ------- | ------- |
| ۲۰۱۸    | ۵       | ۱       | ۱       |
| ۲۰۱۹    | ۴       | ۰       | ۱       |
| ۲۰۲۰    | ۲       | ۰       | ۰       |
| ۲۰۲۳    | ۲       | ۰       | ۰       |
| مجموع   | ۱۳      | ۱       | ۲       |

### گل‌های ملی
| شماره | تاریخ          | میزبان | بازی ملی | حریف   | نتیجه | رقابت                    |
| ----- | -------------- | ------ | -------- | ------ | ----- | ------------------------ |
| ۱     | ۱۵ نوامبر ۲۰۱۸ | زاگرب  | ۴        | کرواسی | ۲–۳   | لیگ ملت‌های اروپا ۱۹–۲۰۱۸ |

## ویژگی‌های تاکتیکی
برای مطالعه دقیق دنی سبایوس، باید به فصل ۲۰۱۴/۲۰۱۵ برگردیم. جایی که او در سن ۱۸ سالگی توانست خودش را به ترکیب اصلی رئال بتیس در سطح دوم فوتبال اسپانیا برساند. سبایوس در همان فصل به خوبی نشان داد که چه توانایی‌هایی دارد و در آینده می‌تواند به چه نوع بازیکنی تبدیل شود. بتیس در آن فصل سه سرمربی مختلف (دو مربی ثابت و یک مربی موقت) با سه دیدگاه تاکتیکی به خود دید و همین مسئله شاید برای سبایوس تبدیل به توفیقی اجباری شد تا در نقش‌های گوناگونی به میدان رود. به عنوان مثال او زیر نظر ژولیو ولاسکوئز طی ۱۵ هفته ابتدایی در سیستم ۲-۴-۴ به عنوان بازیکن کناری سمت راست و چپ به میدان رفت. اما پس از آن با روی کار آمدن په په مل، سبایوس در چینش ۲-۴-۴ به‌طور متناوب کنار لورنزو ریس یا ژاوی تورس بازی کرد تا ابعاد متفاوتی از توانایی‌هایش را ارائه کند.
با صعود بتیس به لالیگا، سبایوس فرصت بیشتری برای بروز توانایی‌هایش پیدا کرد. او در فصل ۲۰۱۵/۲۰۱۶ نیز به پیشرفتش در بنیتو ویامارین ادامه داد و بیش از پیش مورد توجه فوتبال نویسان اسپانیایی قرار گرفت. سبایوس در این فصل با دو سرمربی مختلف کار کرد. او در نیم فصل اول زیر نظر په په مل و در نیم فصل دوم با خوان مرینو همکاری کرد. مهم‌ترین تغییر در این فصل به‌کارگیری سبایوس در چینش ۱-۳-۲-۴ در نقش شماره ۱۰ بود. نقشی که یکی از مهم‌ترین ویژگی‌های فنی او را بیش از پیش آشکار کرد. سبایوس در این فصل در ۳۴ بازی ۲۱۳۱ دقیقه برای بتیس به میدان رفت تا خیلی زود رزومه‌ای قابل قبول برای خودش دست و پا کند.
اوج درخشش سبایوس در بتیس فصل ۲۰۱۷ رخ داد. زمانی که او توانست به‌طور رسمی نام خودش را وارد رسانه‌های اسپانیایی کند و صفحات مختلف این رسانه‌ها را در اختیار خودش قرار دهد. سبایوس در ۱۱ بازی اول فصل زیر نظر گاس پویت کار کرد و شاید تنها دورانی بود که نتوانست درخشش لازم را داشته باشد. او نیمی از بازی‌ها را انتخاب اول پویت نبود اما با تغییر سرمربی و روی کار آمدن ویکتور سانچز درخشش سبایوس دوباره از سر گرفته شد. سبایوس در سیستم مشهور ۲-۳-۵ ویکتور سانچز در نوک مثلث خط میانی تیم پشت دو مهاجم قرار داشت و توانست بهترین نمایش‌هایش را ارائه دهد. سبایوس در این فصل ۳۰ بازی و ۲۳۴۵ دقیقه برای تیمش به میدان رفت که با توجه به دوران افول اوایل فصل زیر نظر پویت، آمار قابل قبولی محسوب می‌شود؛ ولی در رئال زیر نظر زین الدین زیدان پیشرفت کمی داشت چون دقایق کمی به او بازی می‌رسید ولی با رفتن به آرسنال او دوباره خوش درخشید و در اولین بازی خود برای آرسنال در لیگ جزیره دو پاس گل داد و بهترین بازیکن زمین شد.

## افتخارات

### رئال مادرید
- لالیگا : ۲۰۲۱-۲۰۲۲
- لیگ قهرمانان اروپا : ۲۰۱۷-۲۰۱۸، ۲۰۲۱-۲۰۲۲، ۲۴-۲۰۲۳
- سوپرجام اروپا : ۲۰۱۷،۲۰۲۲
- جام باشگاه های جهان : ۲۰۱۷ ، ۲۰۱۸، ۲۰۲۲
- سوپرجام فوتبال اسپانیا : ۲۰۱۸ ، ۲۰۲۱

### آرسنال
- جام حذفی فوتبال انگلستان : ۲۰۱۹-۲۰۲۰
- جام خیریه فوتبال انگلستان : ۲۰۲۰